# The Hacker Files
«The Hacker Files» — минисерии DC Comics из двенадцати выпусков, которая издавалась с августа 1992 по июль 1993. Она была написана Льюисом Шайнером и проиллюстрирована Томом Саттоном.

## История издания
Серия, написанная новеллистом жанра киберпанк Льюисом Шайнером, получила известно после первого выхода в печать фрагмента о Suicide Squad с персонажем Барбарой Гордон, а также ввода в сюжет компьютеров Digitronix, которые продолжали появляться в комиксах ещё несколько лет после выхода этой серии.
В выпуске первого номера Льюис Шайнер утверждал, что она и её главный персонаж Джек Маршалл основаны на неопубликованном романе под названием «Красная погода», в котором он описывал молодого программиста по имени Джек Маршалл, работавшего в техасской компьютерной компании Warrex, производящей недолго просуществовавший компьютер Centurion.

## Компьютер Digitronix
Компьютер Digitronix (DTX PC) является недорогим персональным OEM компьютером, который мог служить как в качестве рабочей станции для текущих дел, так и в качестве кластерного файлового сервера. Компьютер располагал 100 Мб ОЗУ и монитором HDTV с накопителем на оптических дисках, возможно основанном на магнитооптических дисках компьютера NeXTcube. Он также был совместим с форматами NTSC/PAL и имел встроенный композитный видеовыход, а также расширенные аппаратные возможности редактирования цифрового аудио и видео, возможно в виде сопроцессоров, подобных тем, что у компьютера Amiga.